# クリスウェブ佳子
クリス-ウェブ 佳子（クリス ウェブ よしこ、1979年10月3日 - ）は、日本の女性ファッションモデル、コラムニスト、ラジオパーソナリティ。
島根県出生、大阪府出身。2児の母。長女はファッションモデル、女優の新音。

## 略歴
ファッション関係の仕事をしていたが、産後は専業主婦だった。
西郷山公園で子供を遊ばせていたときに、ファッション雑誌『VERY』の編集者から声を掛けられ、同誌の2008年2月号の公園スナップ企画に登場。読者モデルを経て2011年から専属モデルとして活動した。2021年3月号で同誌を卒業した。

## 人物
イギリス人男性と結婚し、2004年12月に第1子女児、2006年2月に第2子女児を出産したが、2019年春に離婚した。

## 出演

### テレビ
- バイキング（フジテレビ：金曜隔週レギュラー 2014年4月11日 - 9月12日[5][6]→火曜レギュラー 2014年9月30日 - 2015年3月24日[7][8]）

### ラジオ
- THE GUY PERRYMAN SHOW（InterFM897：アシスタント 木・金担当、8時台以降、2017年11月2日 - 2019年6月28日[9]）

### CM
- ニベア花王[10]
- Francfranc[10]